# Долина Віньялес
22°37′0″ пн. ш. 83°43′0″ зх. д. / 22.61667° пн. ш. 83.71667° зх. д.
Долина Віньялес (ісп. Valle de Viñales) — карстова депресія на Кубі. Долина має площу близько 132 км² та розташована в гірському масиві Сьєрра-де-лос-Орґанос (Sierra de los Organos) на північ від міста Віньялес в провінції Пінар-дель-Ріо.

## Загальна інформація
У долині вирощують тютюн та інші культури, переважно традиційними методами. Тут є багато печер. Над дном долини піднімаються численні скелі, що називаються моґотами.

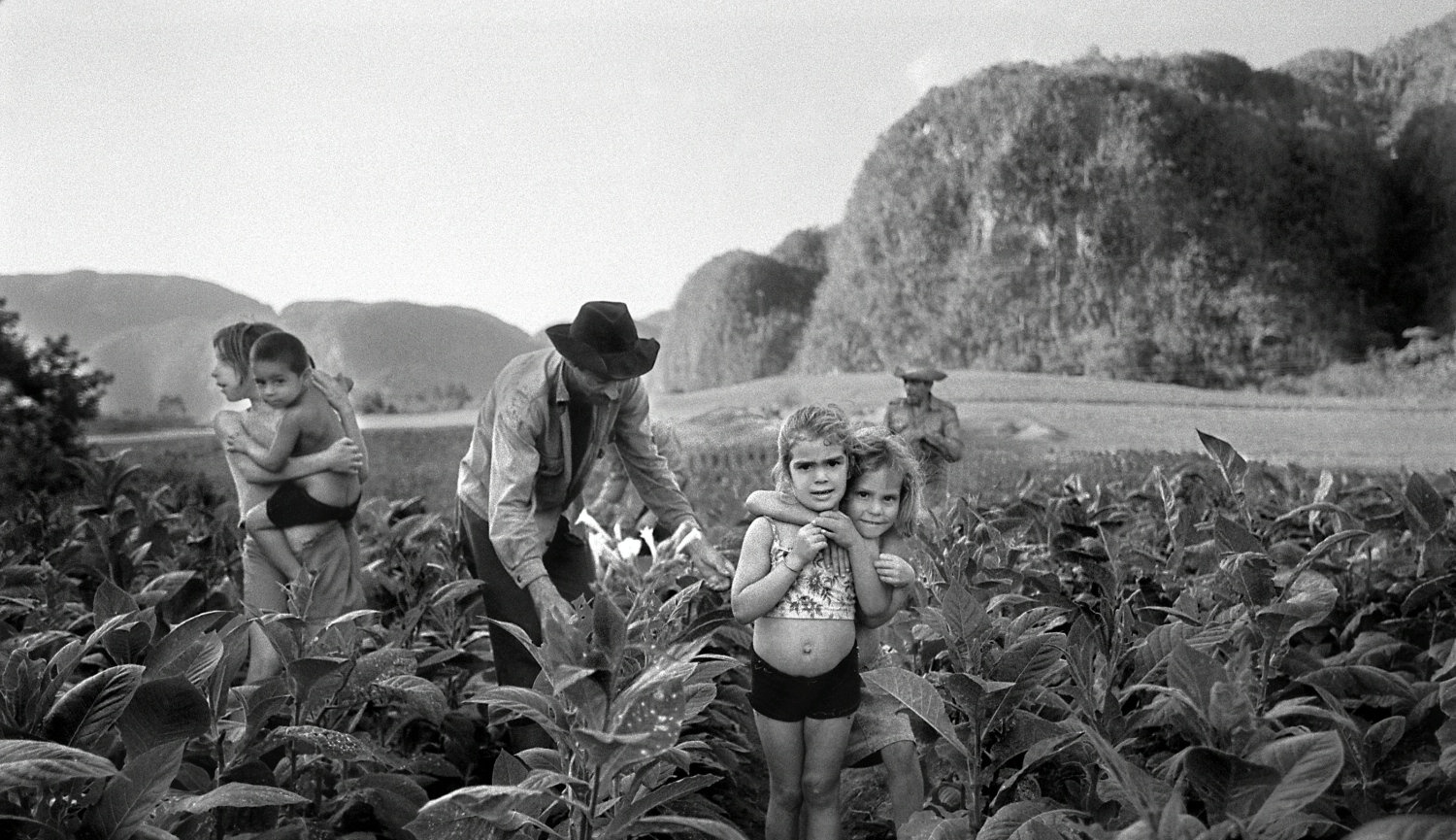
Мануель Рівера-Ортіс: Урожай тютюну, Долина Віньялес, Куба (2002)

Долина Віньялес є популярною туристичною пам'яткою серед любителів походів та скелелазіння. На початку 21 століття скелелазіння стало особливо популярним, а кілька маршрутів отримали велику відомість.
Долина характеризується великим числом ендемічних рослин і тварин. Флора регіону включає Bombax emarginatum, гірську пальму (Gaussia princeps), Ekmanhianthes actinophilla і Microcycas calocoma. Фауна включає такі види як кубинський колібрі-бджола (Mellisuga helenae, zunzún), кубинський трогон (Priotelus temnurus), кубинський тоді (Todus multicolor), кубинський солітаріо (Myadestes elisabeth) і кубинський потрост (Tiaris canorus).
В 1999 році долина Віньялес була занесена до списку Світової спадщини як «культурний ландшафт» завдяки природній красі та місцевим традиціям і архітектурі.

## Фотогалерея

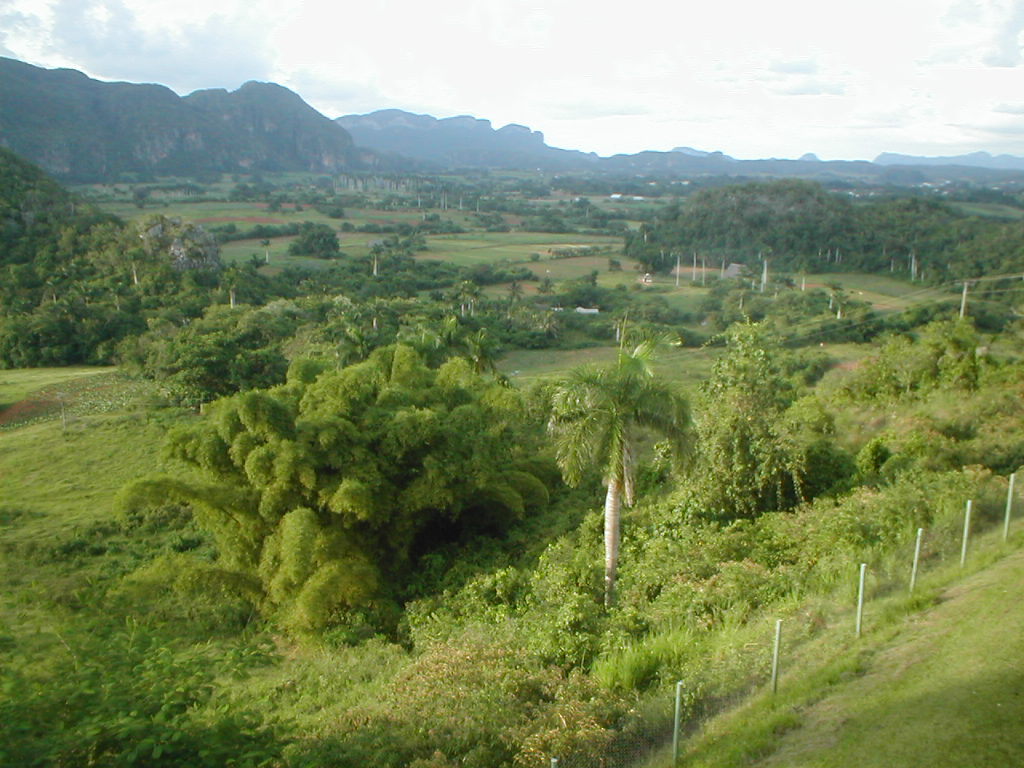
Долина Віньялес
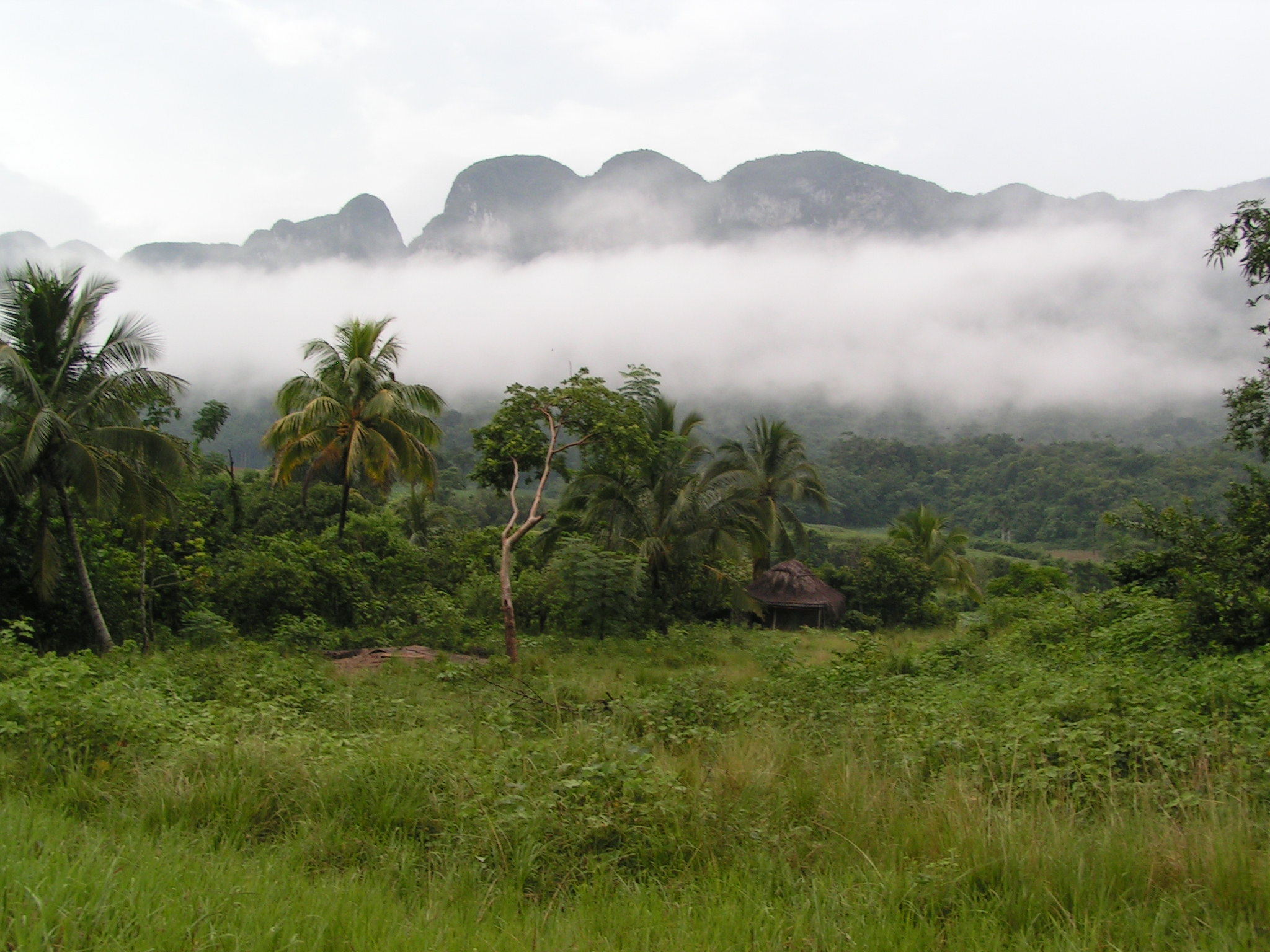
Туман над долиною
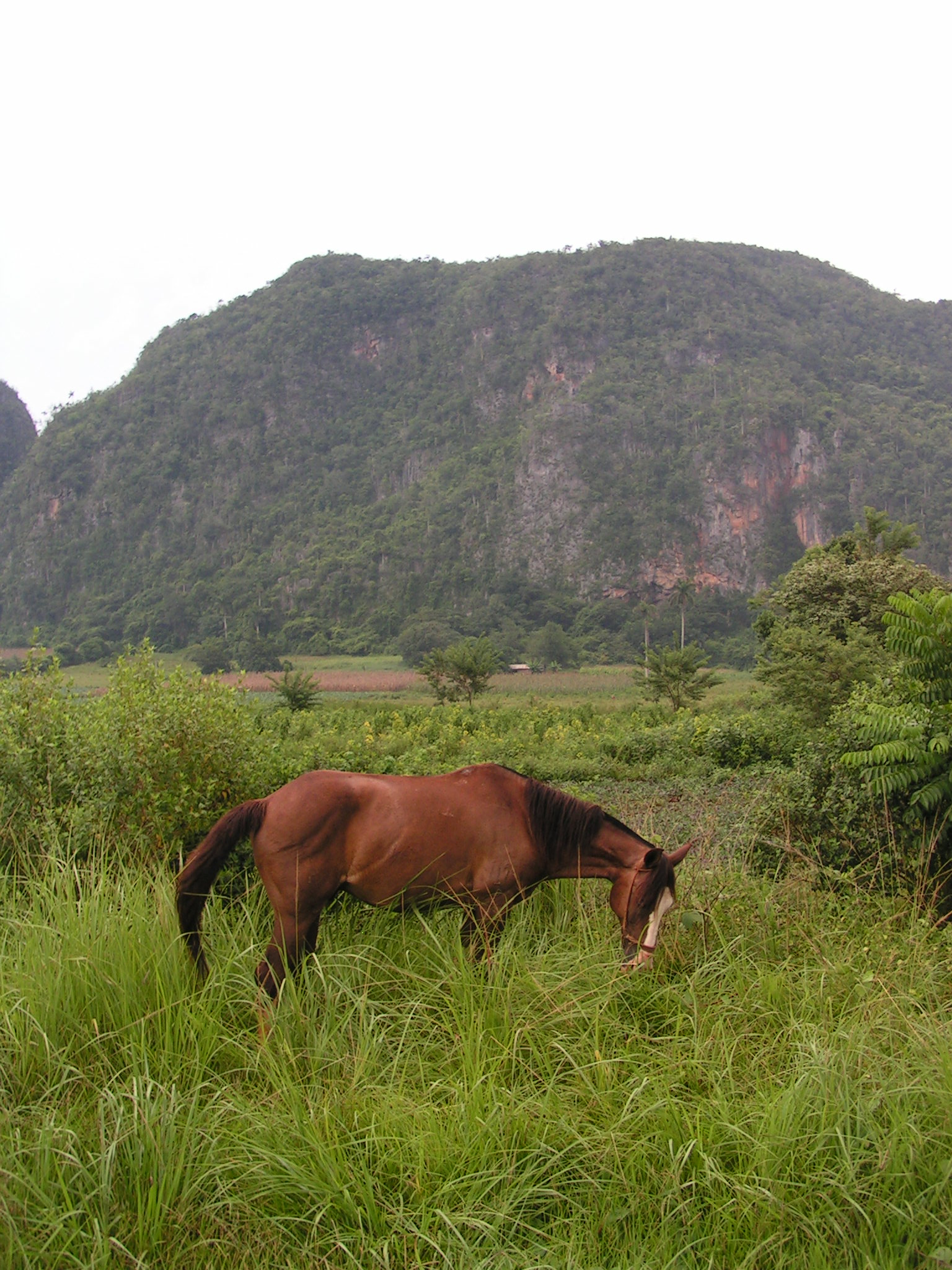
Долина Віньялес
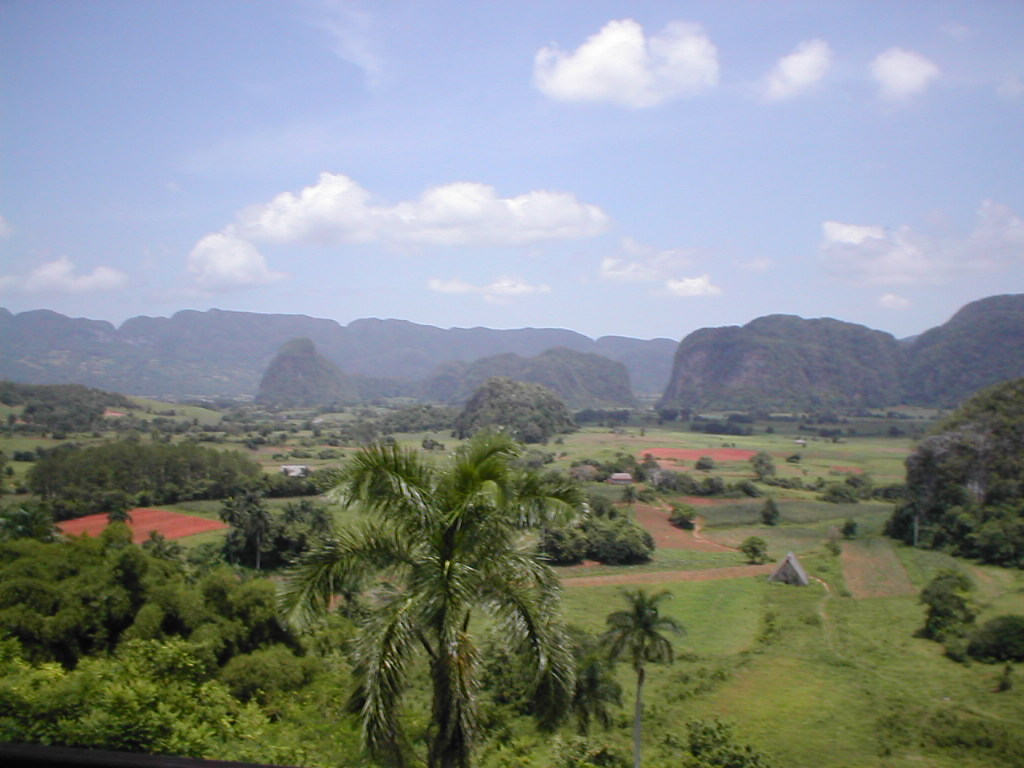
Долина Віньялес